# Цукубський університет
Цукубський університет (яп. 筑波大学, つくばだいがく; англ. University of Tsukuba) — державний університет у Японії.
Розташований за адресою: префектура Ібаракі, місто Цукуба, мікрорайон Теннодай 1-1-1. Державний університет. Відкритий 1973 року. Скорочена назва — Цуку́ба-да́й (яп. 筑波大, つくばだい).

## Факультети
- Гуманітарно-культорологічні факультети (яп. 人文・文化学群)
- Соціологічно-міжнародні факультети (яп. 社会・国際学群)
- Людинознавчі факультети (яп. 人間学群)
- Біологічно-екологічні факультети (яп. 生命環境学群)
- Природничо-технічні факультети (яп. 理工学群)
- Інформаційні факультети (яп. 情報学群)
- Медичні факультети (яп. 医学群)
- Факультети фізичної культури (яп. 体育専門学群)
- Факультети мистецтв (яп. 芸術専門学群)

## Аспірантура
- Аспірантура краєзнавсто (яп. 地域研究研究科)
- Педагогічна аспірантура (яп. 教育研究科)
- Аспірантура менеджменту і планування (яп. 経営・政策科学研究科)
- Природничо-технічна аспірантура (яп. 理工学研究科)
- Аспірантура екології (яп. 環境科学研究科)
- Аспірантура біосистем (яп. バイオシステム研究科)
- Аспірантура медицини (яп. 医科学研究科)
- Аспірантура дослідження фізкультури (яп. 体育研究科)
- Аспірантура мистецтв (яп. 芸術研究科)
- Аспірантура бізнесу (яп. ビジネス科学研究科)
- Гуманітарно-соціологічна аспірантура (яп. 人文社会科学研究科)
- Аспірантура точних і прикладних наук (яп. 数理物質科学研究科)
- Аспірантура систем і інформаційної інженерії (яп. システム情報工学研究科)
- Аспірантура біології та екології (яп. 生命環境科学研究科)
- Аспірантура загального людинознавства (яп. 人間総合科学研究科)
- Аспірантура бібліотечно-медійних студій (яп. 図書館情報メディア研究科)